# Saleh Soliman
Pour les articles homonymes, voir Soliman.
Saleh Mohamed Soliman (en arabe : صالح محمد سليمان), né le 24 juin 1916 à Tanta, est un haltérophile égytpien.

## Carrière
Saleh Soliman évolue dans la catégorie des moins de 60 kg. Il remporte la médaille d'argent aux Jeux olympiques d'été de 1936 à Berlin.